# 時枝誠之
時枝 誠之（ときえだ もとゆき、1870年4月21日（明治3年3月21日） - 1934年（昭和9年）5月17日）は、日本の銀行家。

## 経歴
福岡県士族・時枝誠道の二男として福岡県糟屋郡多々良村（現在の福岡市東区）に生まれる。
1888年福岡県立尋常中学修猷館の第1期生として卒業し、1893年第一高等学校英法科を経て、1898年東京帝国大学法科大学政治学科を卒業。
1899年横浜正金銀行に入行し、ハワイ支店長、ニューヨーク支店長、サンフランシスコ支店長を経て、本店人事課長兼庶務課長を務めた。サンフランシスコ支店時代には「ポテトキング」と呼ばれた農園経営者牛島謹爾に融資をしている。1930年3月に退職後、十七銀行（現・福岡銀行）取締役などを務める。
長男は「時枝文法」で知られる国語学者時枝誠記。

## 人物
日本語改良論者であり、日本語を総アルファベット表記にして名詞を英語に置き換えた「Neo Japanism」を提唱している。